# Baby-Baby-Baby
Baby-Baby-Baby è un brano musicale R&B della girlband statunitense TLC, scritto e prodotto da Babyface, Daryl Simmons e Antonio L.A. Reid per l'album di debutto della band, Ooooooohhh.... On the TLC Tip.
Il brano è stato pubblicato nel 1992 come secondo singolo estratto dall'album, ed ha avuto un enorme successo nelle classifiche statunitensi: è arrivato al numero 1 della classifica R&B di Billboard e al numero 2 della Hot 100, ed ha venduto oltre un milione di copie, ottenendo così il disco di platino dalla RIAA.

## Descrizione
Il brano si distacca dallo stile degli altri singoli dell'album, avendo la struttura di una ballad ritmata R&B.

## Video musicale
Il videoclip del singolo è stato diretto da Keith Ward e girato in un hotel che è stato trasformato per l'occasione in una copia del campus della Grambling State University. Le tre cantanti del gruppo interpretano tre studentesse universitarie, vestite con gli abiti sgargianti e oversize tipici del look del primo periodo del gruppo, alle prese con gli impegni tipici di un campus universitario: pigiama party, panni da lavare in lavanderia, incontri con amici e feste notturne. Un giovanissimo Jermaine Dupri interpreta un ragazzo con cui esce Left Eye, mentre Chilli inganna alcuni corteggiatori che la spiano mostrando l'ombra di un bacio con un ragazzo, che in realtà è un manichino.

## Ricezione
Il brano è stato il primo singolo della band a raggiungere la prima posizione della classifica R&B/Hip-Hop di Billboard, raggiunta durante la settimana dell'8 agosto 1992 e rimanendovi per due settimane consecutive. Il singolo ha passato un totale di 26 settimane nella suddetta classifica, mentre nella Hot 100 ne ha passate 33.
Nella Hot 100 il brano ha raggiunto la seconda posizione, dove è rimasto per sei settimane consecutive tra agosto e settembre 1992, diventando uno dei singoli che ha cercato di spodestare inutilmente il dominio di End of the Road dei Boyz II Men.
Baby-Baby-Baby è stato il secondo singolo delle TLC ad ottenere la certificazione di platino dalla RIAA e il primo a raggiungere la prima posizione della classifica radiofonica statunitense, dove ha passato un totale di 27 settimane, di cui due in vetta.

## Classifiche
| Classifica (1992)              | Posizione |
| ------------------------------ | --------- |
| Regno Unito                    | 55        |
| U.S. Billboard Hot 100         | 2         |
| U.S. Billboard Hot R&B Singles | 1         |
| U.S. Billboard Radio Songs     | 1         |
| U.S. Billboard Pop Songs       | 9         |